# Aingeville
Aingeville – miejscowość i gmina we Francji, w regionie Grand Est, w departamencie Wogezy.
Według danych na rok 1990 gminę zamieszkiwało 67 osób, a gęstość zaludnienia wynosiła 12 osób/km² (wśród 2335 gmin Lotaryngii Aingeville plasuje się na 978. miejscu pod względem liczby ludności, natomiast pod względem powierzchni na miejscu 958.).